# Gorsachius leuconotus
Gorsachius leuconotus là một loài chim trong họ Diệc.